# 多布任地區

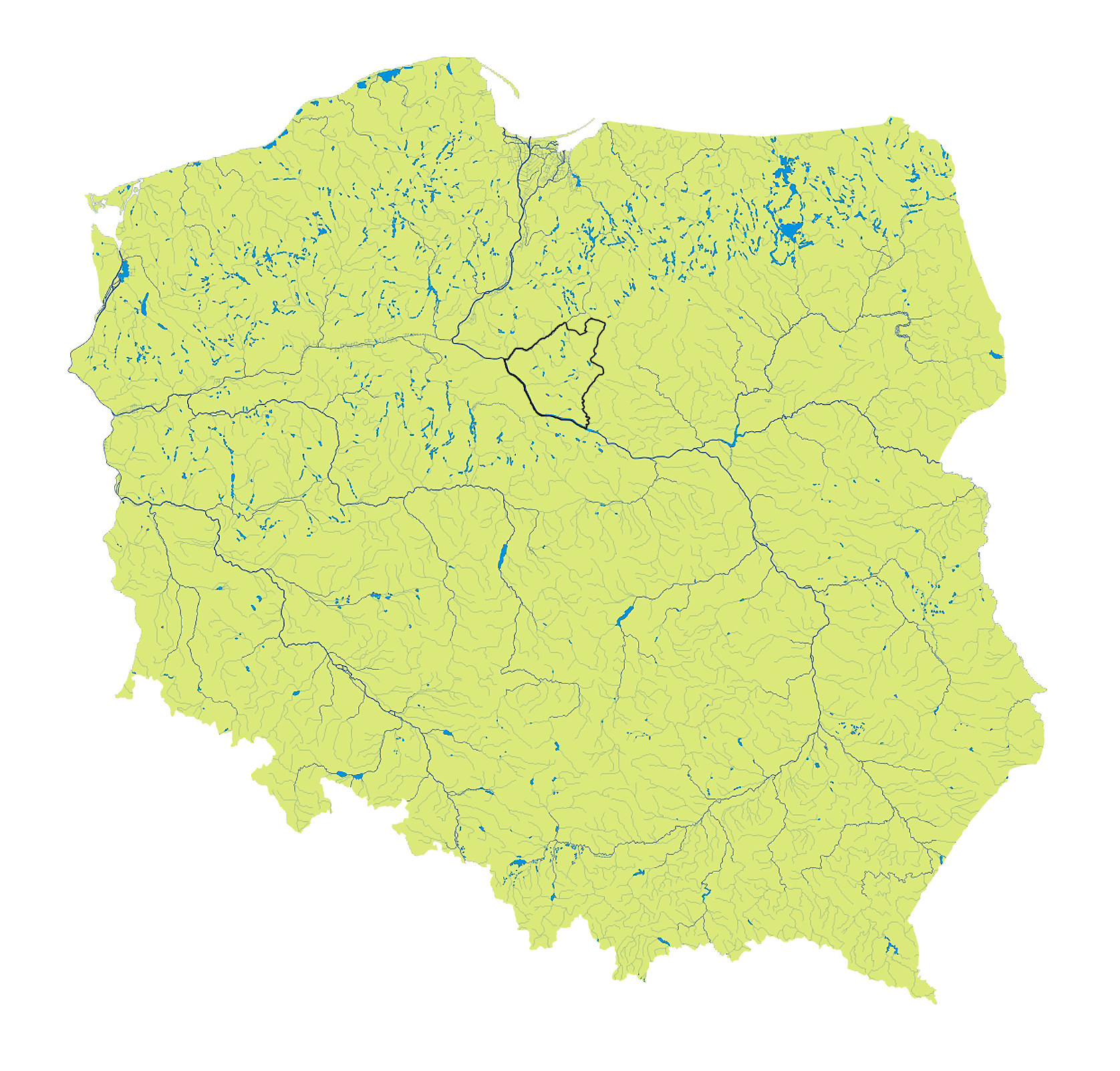
今日之多布任地區（黑线标出）

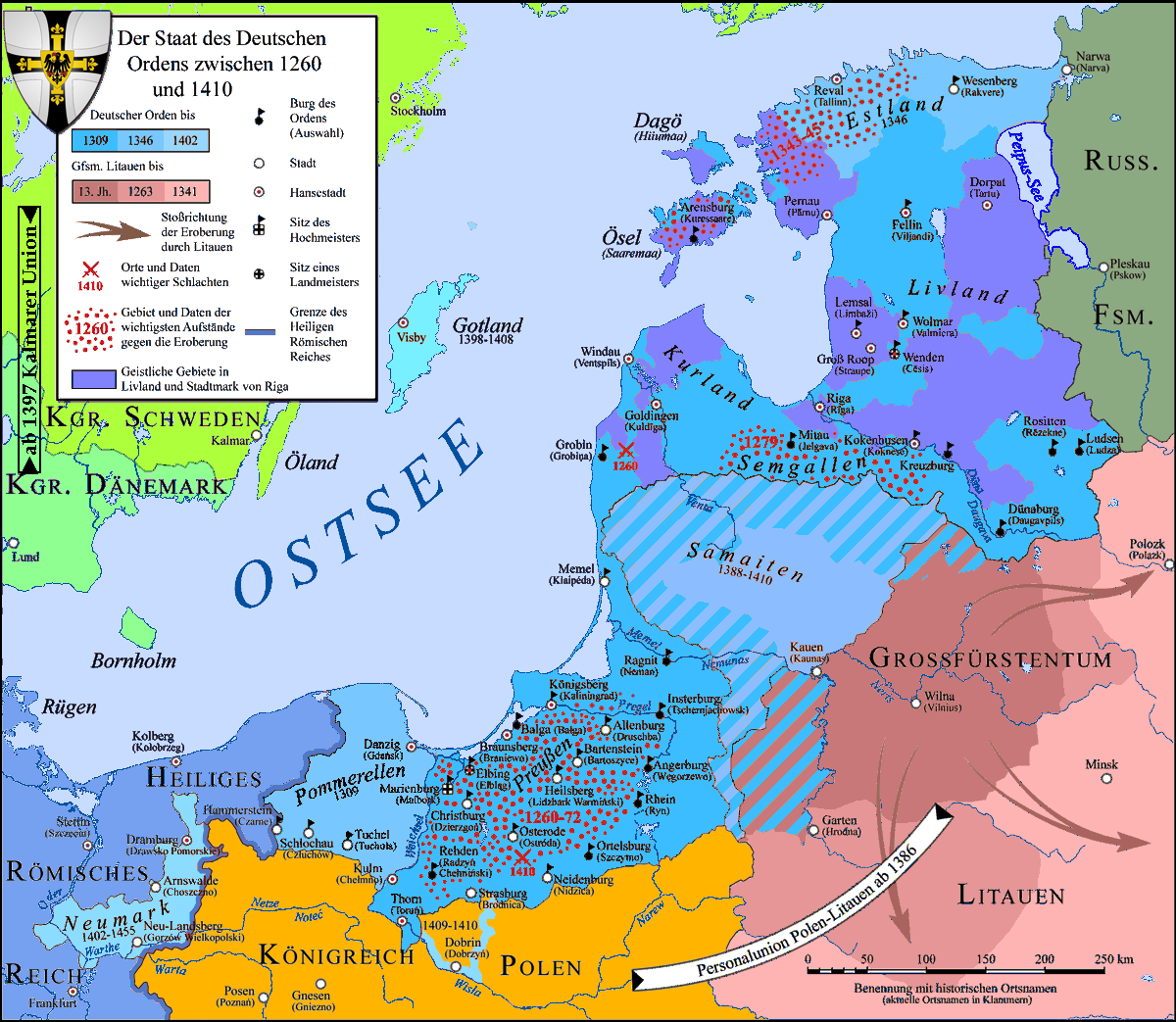
1410年多布任地区曾被条顿骑士团短暂统治

多布任地區（波蘭語：ziemia dobrzyńska）是波兰歷史上存在的區域，位於波蘭中央偏北，屬於大波蘭，介於馬佐夫舍和普魯士。位於維斯瓦河北岸，德爾文察河以南，Skrwa河以西。占地約3,000平方公里及居住著200,000居民。